# Esquí en Argentina
El esquí es en Argentina un deporte relativamente popular en la zona cordillerana y la Patagonia. La cordillera de los Andes es muy apta para la práctica de este deporte y cuenta con 20 estaciones de esquí repartidas entre las provincias de Mendoza,  Neuquén, Río Negro, Chubut, Santa Cruz y Tierra del Fuego.
Argentina es un país en donde la nieve es común, la nevadas se presentan en cantidad y frecuencia, al igual que Chile son los únicos dos países de América Latina donde la cantidad de nieve es abundante y les permite tener este privilegio, además tanto Argentina como Chile son los países con la mayor cantidad de centros de ski en América Latina.

Ocurrencia de las nevadas:
Países con localidades por debajo de los 500 metros de altitud que tienen nevadas todos los años durante todo el año.
Países con localidades por debajo de los 500 metros de altitud que tienen nevadas todos los años en la época invernal y parte de la otoñal, excepcionalmente en primavera y verano.
En estos países nieva todos los años por encima de los 500 metros de altitud, sin embargo puede nevar cada ciertos años por debajo de esa cota.
En estos países puede nevar sobre los 500 metros de altitud; las nevadas por debajo de esta cota son excepcionales o nunca se producen.
Prácticamente las nevadas se restringen a los 2000 metros o más de altitud.
En estos países no nieva.

## Esquí en la Argentina
Es en Cuyo y mayormente la Patagonia donde se dan las condiciones adecuadas para la práctica del esquí.

### Estaciones de esquí

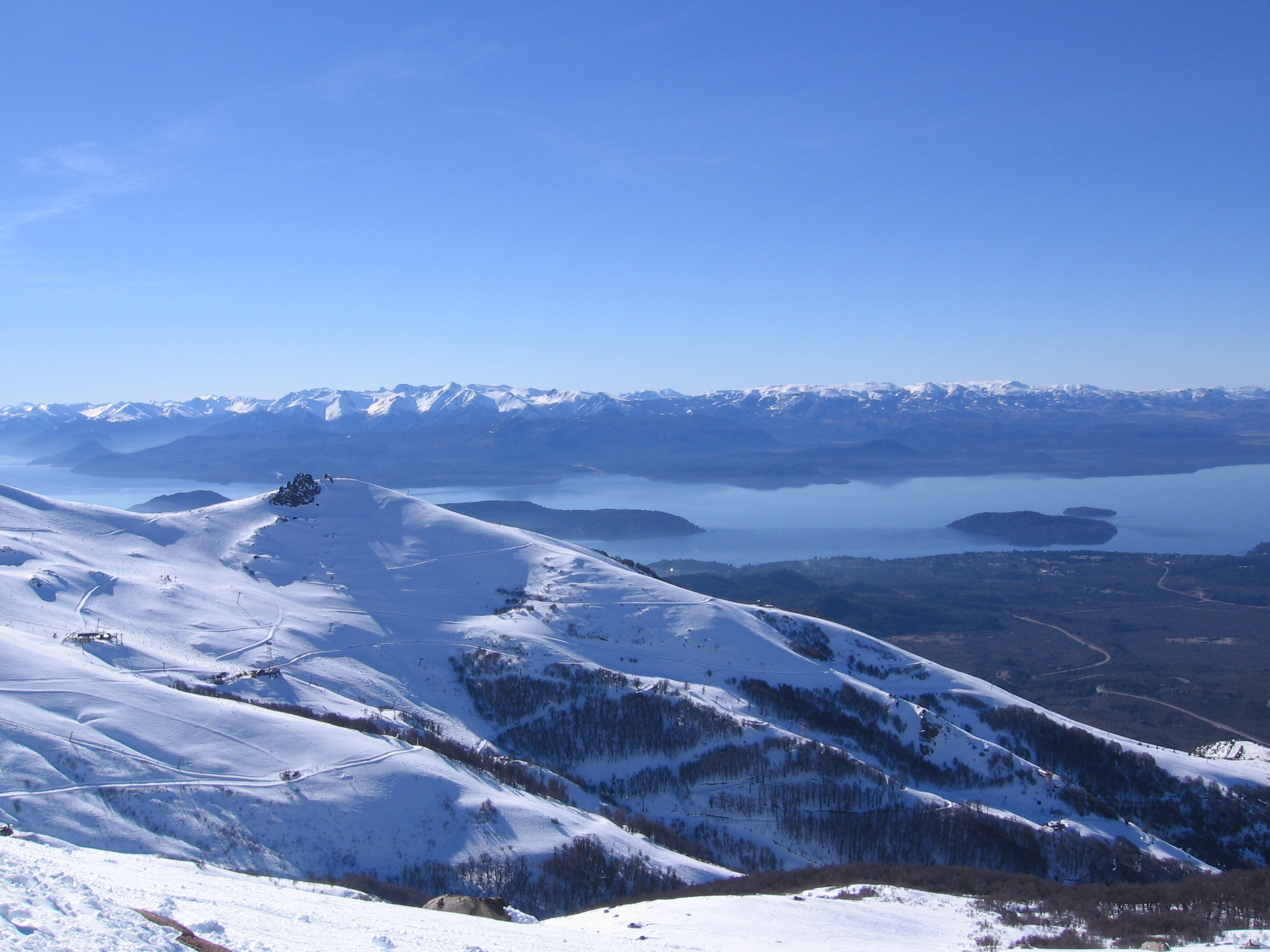
Cerro Catedral, Bariloche, Pcia. de Río Negro.

- Los Penitentes, Las Cuevas (Provincia de Mendoza).
- Los Puquios, Puente del Inca, Departamento Las Heras (Provincia de Mendoza).
- Las Leñas, Malargüe (Provincia de Mendoza).
- Caviahue, Caviahue-Copahue (Provincia del Neuquén).
- Primeros Pinos, Picunches (Provincia del Neuquén).
- Batea Mahuida, Villa Pehuenia  (Provincia del Neuquén)
- Cerro Wayle, Chos Malal  (Provincia del Neuquén) (cerrado).
- Chapelco, San Martín de los Andes (Provincia del Neuquén).
- Cerro Bayo, Villa La Angostura (Provincia del Neuquén).
- Cerro Catedral, Bariloche (Provincia de Río Negro).
- Bagualas, Bariloche (Provincia de Río Negro) (cat-skiing, sin pistas).
- Cerro Otto, Bariloche (Provincia de Río Negro).
- Cerro Perito Moreno, El Bolsón (Provincia de Río Negro).
- La Hoya, Esquel (Provincia de Chubut).
- Valdelen, Río Turbio (Provincia de Santa Cruz).
- Calafate Mountain Park, El Calafate (Provincia de Santa Cruz).
- Glaciar Martial, Ushuaia (Provincia de Tierra del Fuego).
- Cerro Castor, Ushuaia (Provincia de Tierra del Fuego).